# Черепаха єгипетська
Черепаха єгипетська (Testudo kleinmanni) — вид черепах з роду Європейські сухопутні черепахи родини Суходільні черепахи.

## Опис
Загальна довжина карапаксу досягає 10—13 см. Самиці трохи більші за самців. Голова коротка, товста, морда округла. Панцир має куполоподібну форму.
Забарвлення панцира, голови та кінцівок має жовтий з різними відтінками колір з буруватою облямівкою по краях щитків.

## Спосіб життя
Цих черепах зустрічають серед рухомих дюн, багатих пустельній фауною, пустелях. Єгипетська черепаха пристосувалася до життя в найбільш посушливому місці, де тільки живуть черепахи, і де щорічна кількість опадів не перевищує 50 мм. Цей вид черепах активний взимку, віддаючи перевагу низькі температури високим. Як схованками вони користуються норами гризунів, своїх нір не викопують.
Харчується переважно рослиною їжею, іноді дрібними безхребетними.
Самиця відкладає від 1 до 2 яєць. Інкубаційний період триває від 90 до 105 днів.
Природними ворогами є ящірки, птахи, особливо ворони, а також людина. Черепахи страждають від скорочення природних місць існування і є предметом продажу в зоомагазинах Каїра, експортуються до Західної Європи і США. Серед вивезених на експорт черепах реєструється висока смертність, в неволі (навіть у зоопарку) вони не розмножуються.

## Розповсюдження
Її поширення обмежено вузькою смугою прибережної пустелі (90 км вглиб від узбережжя) у південно-східній частині басейну Середземного моря від Лівії до Ізраїлю.